# Plaza de Roma

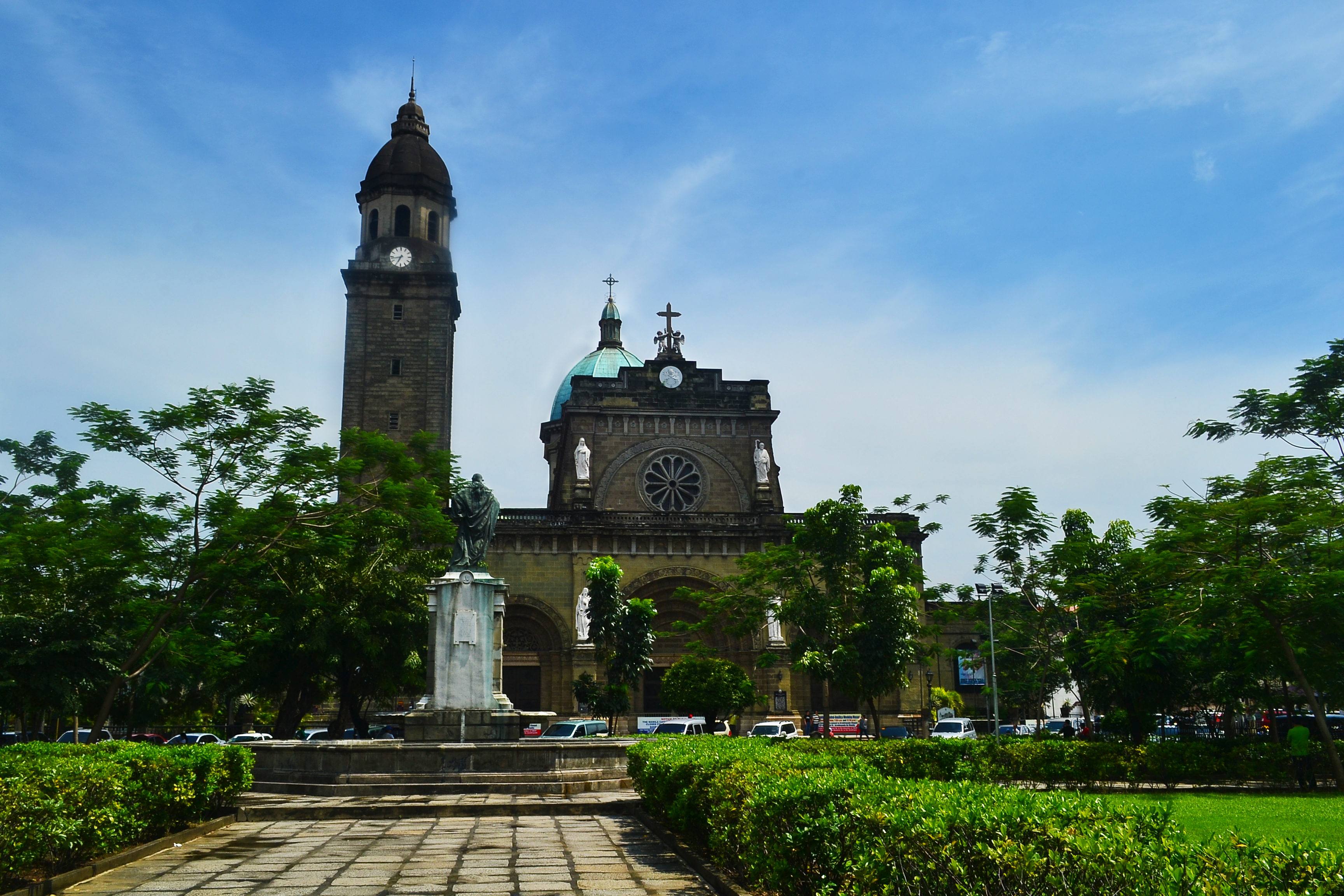
Plaza de Roma wird dominiert durch die Kathedrale von Manila, dem Sitz der Diözese von Manila.

Die Plaza de Roma oder Plaza Roma ist einer beiden großen öffentlichen Plätze in Intramuros, Manila. Er wird eingerahmt von der Andres Soriano Avenue (die frühere Calle Aduana) an der Nordseite, der Cabildo Street im Osten, der Santo Tomas Street im Süden und der heutigen General Antonio Luna Street (einst die Calle Real del Palacio) an der Westseite. Der Platz gilt als Zentrum von Intramuros.
Während der spanischen Kolonisation der Philippinen war die Plaza de Roma der Plaza Mayor Manilas. Sie bildete das Zentrum der Stadt, und Stierkämpfe und andere öffentliche Veranstaltungen wurden hier abgehalten, bis Gouverneur Rafael María de Aguilar den Platz 1797 in einen Garten umwandeln ließ. Er wurde in jener Zeit häufig als Plaza de Armas bezeichnet, ist aber nicht mit der Plaza de Armas innerhalb von Fort Santiago zu verwechseln. Als 1901 die amerikanische Herrschaft auf den Philippinen begann, wurde die Plaza in Plaza McKinley umbenannt, nach dem US-Präsidenten William McKinley, der die Inbesitznahme der Philippinen durch die Vereinigten Staaten autorisierte. Ihren heutigen Namen erhielt die Plaza 1961, nachdem Rufino Santos als erster Philippino in das Kardinalskollegium der Römisch-katholischen Kirche erhoben wurde. Als Anerkennung dieser Maßnahme gab die Stadtverwaltung von Rom einem ihrer Plätze den Namen Piazzale Manila.
Die Plaza de Roma ist von drei bedeutenden Bauwerken umgeben: die Manila Cathedral steht an der Südseite, der Palacio del Gobernador an der Westseite und nach Osten hin erheben sich die Casas Consistoriales, die auch als Ayuntamiento de Manila bekannt sind. Die Real Audiencia de Manila zur Zeit der Spanier befand sich unweit des Platzes. In der Mitte des Platzes befindet sich ein 1824 errichtetes Denkmal zu Ehren von Karl IV. von Spanien, der die erste Sendung von Impfstoffen gegen Pocken auf die Philippinen schicken ließ. Ein Brunnen, der das Denkmal umgibt, wurde 1886 hinzugefügt. In den 1960er Jahren wurde das Denkmal durch ein Monument zu Ehren von Gomburza ersetzt, doch ordnete 1978 Präsident Ferdinand Marcos die Restaurierung der Plaza de Roma und anderer Stätten in Intramuros an; die Arbeiten wurden 1980 durch die damals neubegründete Intramuros Administration durchgeführt, und das Gomburza-Monument wurde entfernt und das ursprüngliche Denkmal zu Ehren von Karl IV. wurde ein Jahr später wieder aufgestellt.

## Belege
1. 1 2 3 4  PLAZA ROMA. Intramuros Administration, archiviert vom Original am 25. Juli 2013; abgerufen am 7. Januar 2013 (englisch).
2. 1 2 3 4  Valencia, Lynda B.:  Walking tour of Intramuros (Memento des Originals vom 21. Februar 2014 im Internet Archive), Balita.ph, 15. Oktober 2009. Abgerufen am 31. Januar 2014 (englisch).  Info: Der Archivlink wurde automatisch eingesetzt und noch nicht geprüft. Bitte prüfe Original- und Archivlink gemäß Anleitung und entferne dann diesen Hinweis.
3. ↑  Torres, Cristina E.: The Americanization of Manila, 1898-1921. University of the Philippines Press, Quezon City 2010, ISBN 978-971-542-613-8, S. 20.
4. ↑  Gamboa, Rey:  27 Wonders of Intramuros (Memento des Originals vom 22. Februar 2014 im Internet Archive) In: The Philippine Star, PhilStar Daily, Inc., 26. Oktober 2012. Abgerufen am 7. Januar 2013
5. ↑  Republic of the Philippines. (Enacted: August 28, 1978). Letter of Instructions No. 733 - Directing the Restoration of Certain Areas in Intramuros. Abgerufen am 7. Januar 2013 auf Chan Robles Virtual Law Library.

Koordinaten: 14° 35′ 31,6″ N, 120° 58′ 23,2″ O